# Parque nacional Shebenik-Jabllanica

El parque nacional Shebenik-Jabllanica (en albanés, Parku Kombëtar Shebenik-Jabllanicë) es un parque nacional protegido que se encuentra en la parte nororiental del distrito de Librazhd, condado de Elbasan, Albania. El parque se extiende por una superficie de 33.927,7 hectárea y comparte una frontera con Macedonia del Norte. Las alturas en el parque varían desde los 300 metros hasta más de 2.200 en el pico de la montaña Shebenik. El parque es el más nuevo de Albania, creada el 21 de mayo de 2008. Dentro del parque habitan diferentes especies que rápidamente se están volviendo raras en Albania, incluyendo el oso pardo, el lobo y el amenazado lince balcánico. Más aún, el parque es el hogar de una serie de plantas endémicas.